# حزب العمال في أيرلندا الشمالية
حزب العمال في أيرلندا الشمالية (بالإنجليزية: Northern Ireland Labour Party)‏ هو حزب سياسي أيرلندي شمالي، أسس في 1924، وحل في 1987.

## أعضاء بارزون
- كود سباركل
- تحديث القائمة

- إيفان كوبر (1965 - 1968)
- برايان ويلسون (سياسي بريطاني) ( - 1975)
- Jack Beattie
- Frank Hanna